# README

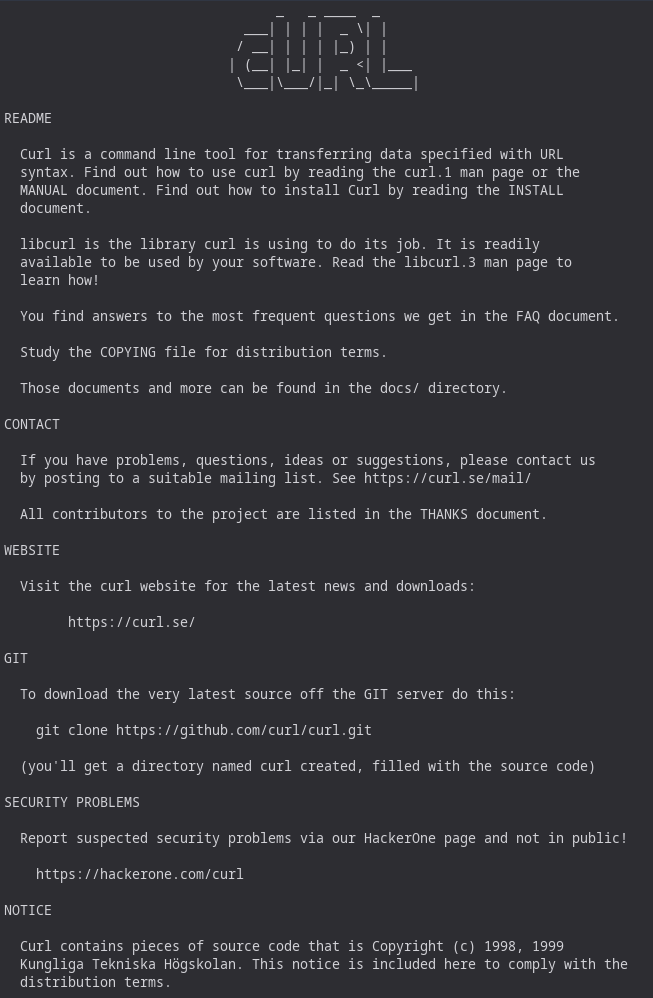
Captură de ecran a fișierului README al cURL

În domeniul distribuției și dezvoltării de software, un fișier README conține informații despre celelalte fișiere dintr-un director sau arhivă a unui software pentru calculator. Fiind o formă de documentare, este de obicei un fișier cu text simplu numit README, Read Me, READ. ME, README.txt, sau README.md (pentru a indica utilizarea Markdown).
Numele fișierului este scris în mod obișnuit cu majuscule. În special pe sistemele Unix-like, acest lucru îl face să iasă în evidență – atât pentru că de obicei numele fișierelor sunt scrise cu minuscule, cât și deoarece comanda ls, în mod obișnuit, sortează și afișează fișierele în ordinea codului ASCII al literelor, drept consecință numele de fișiere cu majuscule apar primele. 

## Cuprins
Un fișier README conține de obicei:
- Instrucțiuni de configurare
- Instrucțiuni de instalare
- Instrucțiuni de folosire
- Un manifest al fișierelor (lista fișierelor din director sau arhivă)
- Informații privind drepturile de autor și licențierea
- Datele de contact ale distribuitorului sau ale autorului
- O listă de erori cunoscute
- Instrucțiuni de depanare
- Credite și mulțumiri
- Un jurnal de modificări
- O secțiune de noutăți

## Istoric
Convenția includerii unui fișier README a început la mijlocul anilor 1970. Primele programe de sistem Macintosh instalau un fișier Read Me pe discul de pornire, iar programele oferite de terți veneau de obicei la pachet cu propriile fișiere README.
În mod particular, software-ul liber și software-ul cu sursă deschisă au o lunga tradiție a includerii unui fișier README; Standardele de codare GNU încurajează includerea unuia in scopul oferirii unei „imagini de ansamblu a pachetului”.
De când internetul a devenit mediul standard pentru distribuția de software, multe pachete software au mutat unele dintre fișierele auxiliare și informațiile de mai sus pe un site web sau wiki, uneori incluzând fișierul README în sine, uneori lăsând în urmă un scurt fișier README fără toate informațiile necesare pentru un utilizator nou al programului.
Popularul site de găzduire a codului sursă GitHub încurajează cu tărie crearea unui fișier README – dacă acesta se află în directorul principal al unui depozit, acesta este prezentat automat pe prima pagină a depozitului.  Pe lângă textul simplu, sunt acceptate și alte formate și extensii de fișiere, iar conversia la HTML ia în considerare extensiile – în mod particular, README.md este tratat ca GitHub Flavoured Markdown.

## Ca termen generic
Expresia „fișier citește-mă” este uneori folosită și generic, pentru alte fișiere cu un scop similar.  De exemplu, multe pachete de software liber, care distribuie și codul sursă, (în special cele care urmează standardele Gnits sau cele produse cu GNU Autotools) includ un set standard de fișiere:
| README                 | Informații generale                                        |
| AUTHORS                | Autorii programului                                        |
| THANKS                 | Mulțumiri                                                  |
| CHANGELOG              | Un jurnal de schimbări detaliat, adresat programatorilor   |
| NEWS                   | Un jurnal de schimbări simplu, adresat utilizatorilor      |
| INSTALL                | Instrucțiuni de instalare                                  |
| COPYING / LICENSE      | Informații privind drepturile de autor și licențierea      |
| BUGS                   | Erori cunoscute și instrucțiuni pentru raportarea acestora |
| CONTRIBUTING / HACKING | Ghid pentru potențialii contribuitori la proiect           |